# Bloody Mary (canción)
«Bloody Mary» es una canción interpretada por la cantautora estadounidense Lady Gaga, incluida en su segundo álbum de estudio, Born This Way (2011). Fue escrita y producida por Gaga, Fernando Garibay y DJ White Shadow. Con una producción que engloba géneros como el electropop, el synth pop y el trance, en sus letras Gaga asume el papel de María Magdalena, a quien considera una «fuerza femenina» que ha venerado desde su infancia en una escuela católica de niñas, siendo una de las varias pistas del álbum que exploran temas religiosos. Varios críticos han destacado cómo Gaga utiliza símbolos históricos y bíblicos para explorar temas de dolor, la fortaleza y la empatía.
La recepción crítica de «Bloody Mary» fue en general positiva; varios críticos la describieron como «gótica» y «escalofriante», destacando además su producción. La primera vez que Gaga interpretó la canción en vivo fue durante su gira The Born This Way Ball (2012–2013), donde aparecía "flotando" sobre el escenario, vestida de blanco junto a dos bailarines con atuendos similares. En su gira Joanne World Tour (2017–2018), Gaga eligió un llamativo abrigo de plumas rojo y una máscara en los ojos para interpretar el tema. La banda inglesa de rock The Horrors realizó un remix de «Bloody Mary» para el segundo álbum de remezclas de Gaga, Born This Way: The Remix (2011).
En noviembre de 2022, la canción se volvió viral a través de TikTok gracias a varios vídeos editados por seguidores de la serie Wednesday. Debido a ello, incrementó su popularidad a través de Spotify y fue lanzada como sexto sencillo de Born This Way el 1 de diciembre de 2022, once años después de su publicación original. «Bloody Mary» logró cosechar un gran éxito pese a no tener promoción oficial, lo que resultó en múltiples certificaciones de oro y platino en países como Australia, Brasil, Canadá, Italia y Reino Unido.

## Antecedentes y composición

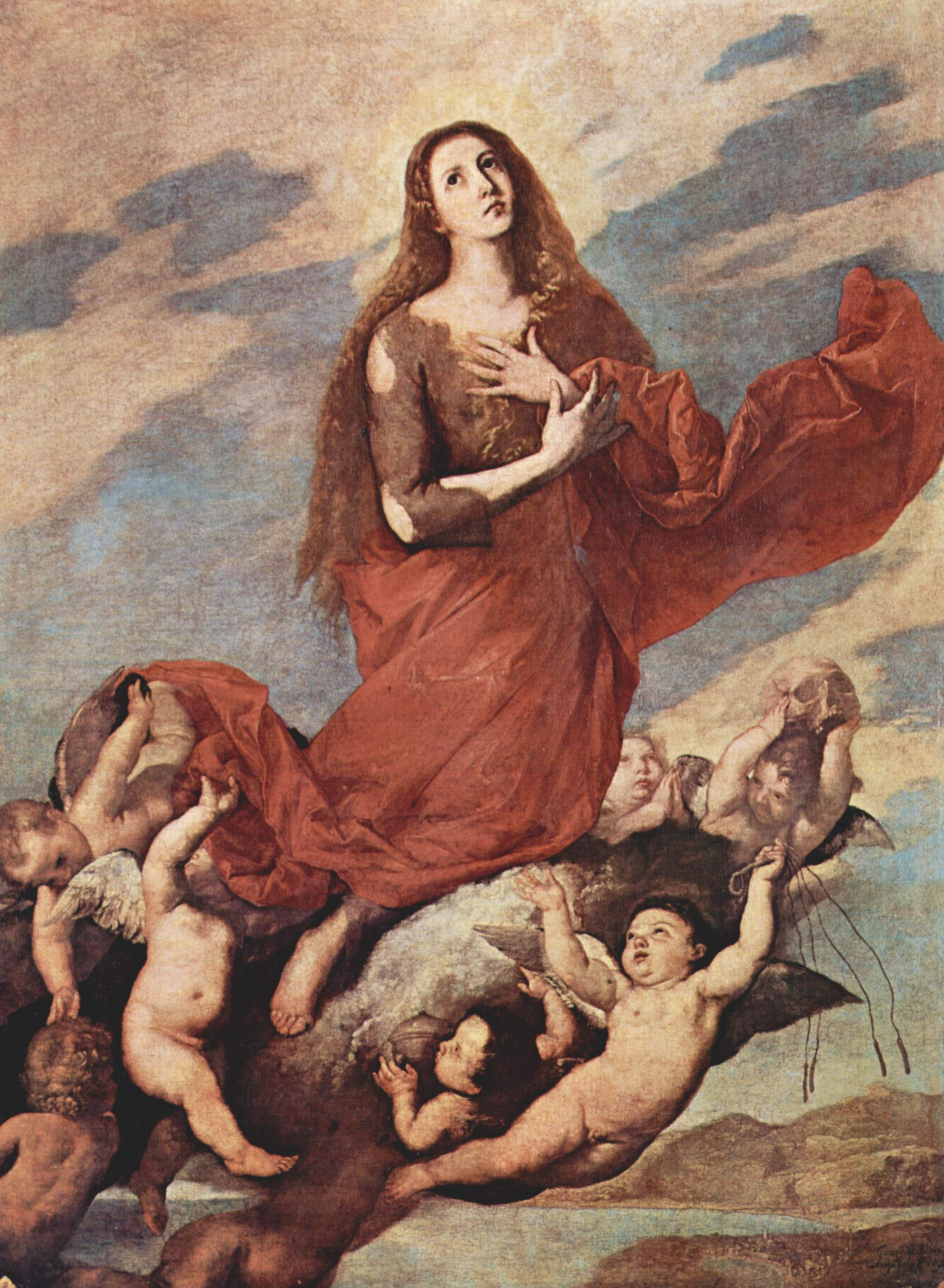
«Bloody Mary» hace referencia a María Magdalena.

«Bloody Mary» es la octava canción de Born This Way. En una entrevista con MTV News, Fernando Garibay, productor de la canción, comentó que la misma fue grabada en la ciudad de Los Ángeles, Estados Unidos, y respecto sobre el proceso de grabación declaró que «fue otra grabación genial, Gaga puso la canción en Australia y empezó a cantarla con la melodía al mismo tiempo, fue algo espontáneo». Con respecto a la composición, Gaga declaró:

La letra es María Magdalena hablando… Comienzo cantando dulcemente, paso a tonos demoníacos y luego regreso a la dulzura. En el estribillo digo: “no lloraré por ti, no crucificaré las cosas que haces, cuando te vayas seguiré siendo Bloody Mary”. Lo que intento decir es que seguiré sangrando. Creo que ella sabía lo que iba a pasar, que lo amaba y que, en algún momento, lloró. Aunque dice que no llorará, el resto de la canción es triste, como un canto fúnebre. Trata sobre tener que ser una superestrella.

«Bloody Mary» es una canción trance con un ritmo relativamente lento. Su letra, compuesta por Gaga, Garibay y White Shadow, contiene múltiples referencias religiosas, y, además, la cantante habla de Bloody Mary, también conocida como Verónica, una leyenda urbana sobre un espíritu que aparece al pronunciar su nombre tres veces frente a un espejo. Tanto en los coros como en el puente, se escucha un coro masculino repitiendo la palabra «Gaga» varias veces.
El rango vocal de Gaga se encuentra en A Menor desde la nota E3 hasta la nota C5.
Varios críticos han profundizado en los elementos religiosos y feministas presentes en la canción, resaltando cómo Gaga utiliza símbolos históricos y bíblicos para explorar temas como el dolor, la fortaleza y la empatía. Desde diferentes perspectivas, estos análisis destacan la habilidad de Gaga para reinterpretar figuras icónicas como María Magdalena, abordando tanto las complejidades del cristianismo como los desafíos que enfrenta una artista feminista en el ámbito cultural. Según Sean Adams de Drowned in Sound declaró que parte del encanto de Gaga radica en la forma en que construye un «gran contexto histórico para sí misma». El sitio web Vultur, asociado a la revista New York, mencionó que «Gaga presenta a María como un ícono eterno de sufrimiento femenino», y agregó que la canción «podría parecer sacrílega, pero, como en La última tentación de Cristo, humanizar a los íconos los hace más cercanos». En un artículo para al revista American Songwriter, Alex Hopper dijo que Gaga, en el rol de Magdalena, «elige enfocarse en el amor que él difundió en el mundo en lugar de la tragedia frente a ella. A pesar de su dolor, promete tomar ese legado y esparcir amor a su manera: secando sus lágrimas y bailando durante la noche».

## Lanzamiento como sencillo y viralización

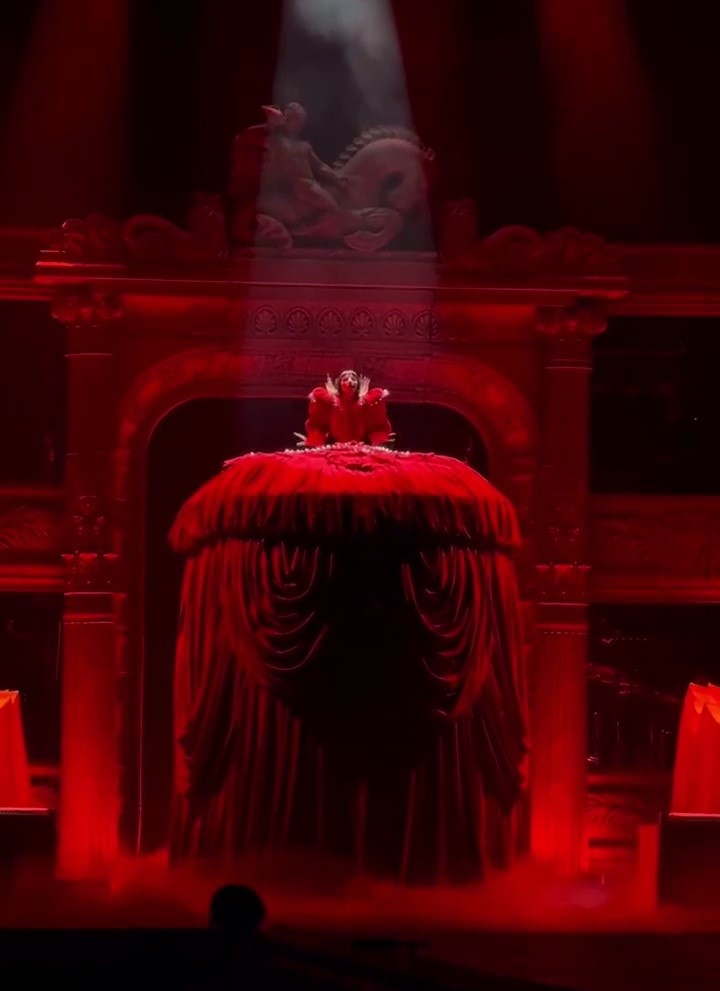
Gaga interpretando «Bloody Mary» en Copacabana durante los conciertos promocionales de Mayhem (2025).

En noviembre de 2022, «Bloody Mary» se volvió viral después de que una versión acelerada de la canción fuera utilizada en videos de TikTok que mostraban el baile de Wednesday Addams, personaje interpretado por la actriz Jenna Ortega en la serie Wednesday (2022), y sus recreaciones por parte de sus seguidores. Dichos videos se originaron a partir de un clip en el que Addams baila al ritmo de la canción «Goo Goo Muck» (1981) de The Cramps, pero con el audio reemplazado por «Bloody Mary».
Todo esto provocó un rápido aumento en las reproducciones y ventas de la canción, por lo Interscope Records decidió lanzarla como sencillo y distribuirlo través de las radios y la venta de discos de vinilos, entre otros formatos. El 17 de enero de 2023, fue enviada a las radios pop en Estados Unidos y el 30 de enero a estaciones de radio de música contemporánea para adultos. El 15 de marzo de 2023, Universal Music la lanzó en formato de disco de vinilo con algunas de las letras grabadas en la superficie, seguido por un lanzamiento en CD el 5 de mayo. Otra versión en vinilo de doce pulgadas, titulada «Glow in the Dark», fue lanzada para Halloween de 2023.
A principios de diciembre de 2022, Gaga, al notar el fenómeno viral, reaccionó en Twitter e invitó a «Wednesday a la Haus of Gaga». Su mensaje respondía a un tuit de la cuenta oficial del personaje, quien «aprobaba» la tendencia. El 9 de diciembre de 2022, la cantante publicó en TikTok un video en blanco y negro donde recreaba el baile viral utilizando maquillaje gótico y un atuendo similar al que usa el personaje en la serie. La versión acelerada de «Bloody Mary» apareció en el avance de Netflix para la segunda temporada de Wednesday.

## Recepción

### Comentarios de la crítica
La canción fue recibida con críticas generalmente positivas. Arwa Haider de Metro dijo que la canción es «un cóctel de club con un gran ritmo, enriquecida con frases religiosas».  La revista Billboard definió a «Bloody Mary» como «una canción trance con un coro de monjes cantando "Gaga" hasta la deformación catedral». Jody Rosen de Rolling Stone la describió como «una tonada lenta, simple y gótica, con una letra que suena como mala poesía de preparatoria. “No sólo somos arte de Miguel Ángel, él no puede reescribir lo terrenal de mi corazón enfurecido"».
La revista The Guardian recalcó que era «una canción que hablaba sobre religión», mientras que la revista NME comentó que «"Bloody Mary" es la otra cara de "Judas" (2011), en este caso con María Magdalena, con delicadas cuerdas pulsadas en torno a ritmos sucios para crear algo extrañamente elegante». Dan Martin, también de NME, eligió «Bloody Mary» como uno de los puntos destacados de Born This Way, llamándolo «un momento elegante y con clase en un álbum que no se preocupa exactamente por ser elegante y con clase». Chris Maher de PopCrush escribió que «esta pista se distingue de las otras canciones de Born This Way, ya que no es el tipo de canción que esperaríamos oír en un club nocturno, a pesar de los gritos intermitentes de Lady Gaga. Con un tono oscuro, misterioso y con un piano cargado de ritmo, la cantante muestra que puede reducir la velocidad y obtener un producto un poco espeluznante y con gran éxito». En una reseña retrospectiva de 2021, Bianca Gracie del sitio web Uproxx describió a la canción como «una de las melodías más perversas desde el punto de vista sonoro» del catálogo de Gaga.

### Rendimiento comercial
Según Billboard, la canción comenzó a ganar popularidad en redes sociales, lo que impulsó un incremento sostenido en sus reproducciones a nivel mundial desde el 18 de agosto de 2022, donde acumuló 561 000 reproducciones en ese día. La primera semana de su incremento en popularidad inició dos días después del estreno de la serie Wednesday (2022), el 23 de noviembre de 2022, y se extendió hasta el 1 de diciembre, período en el cual «Bloody Mary» sumó 1.8 millones de reproducciones, con un incremento del 509% en reproducciones y 1133% en ventas. En las semanas siguientes, las reproducciones continuaron aumentando, lo que le permitió debutar en el puesto 168 del Billboard Global 200, para posteriormente lograr alcanzar el puesto 31. En los Estados Unidos, debutó en el puesto 68 del Billboard Hot 100 en la semana del 14 de enero de 2023, para alcanzar finalmente el puesto 41 en su duodécima semana en la lista. También alcanzó el puesto 23 en la lista Adult Contemporary, el 14 de Digital Songs y el puesto 3 de Adult Pop Songs. Con esto, «Bloody Mary» se convirtió en la cuarta canción de Born This Way (2011) en ingresar al top 10 de la radio pop en Estados Unidos. En Canadá, la canción debutó en el puesto 74 en la semana del 17 de diciembre de 2022 y, tras siete semanas, alcanzó el puesto 50 en la lista Canadian Hot 100. Posteriormente recibió la certificación de oro, otorgado por la CRIA, tras superar las 40 000 unidades vendidas.
En Europa, «Bloody Mary» también empezó a escalar en varias listas tras su lanzamiento como sencillo. En el Reino Unido, debutó en el UK Singles Chart el 16 de diciembre de 2022 en la posición 57, para alcanzar el puesto 22 en su cuarta semana en la lista, lo que lo convirtió en el séptimo tema de Born This Way en ingresar a los cuarenta primeros. En julio de 2024, la canción fue certificada con disco de oro por haber vendido más de 400 000 copias oficiales.

## Presentaciones en vivo

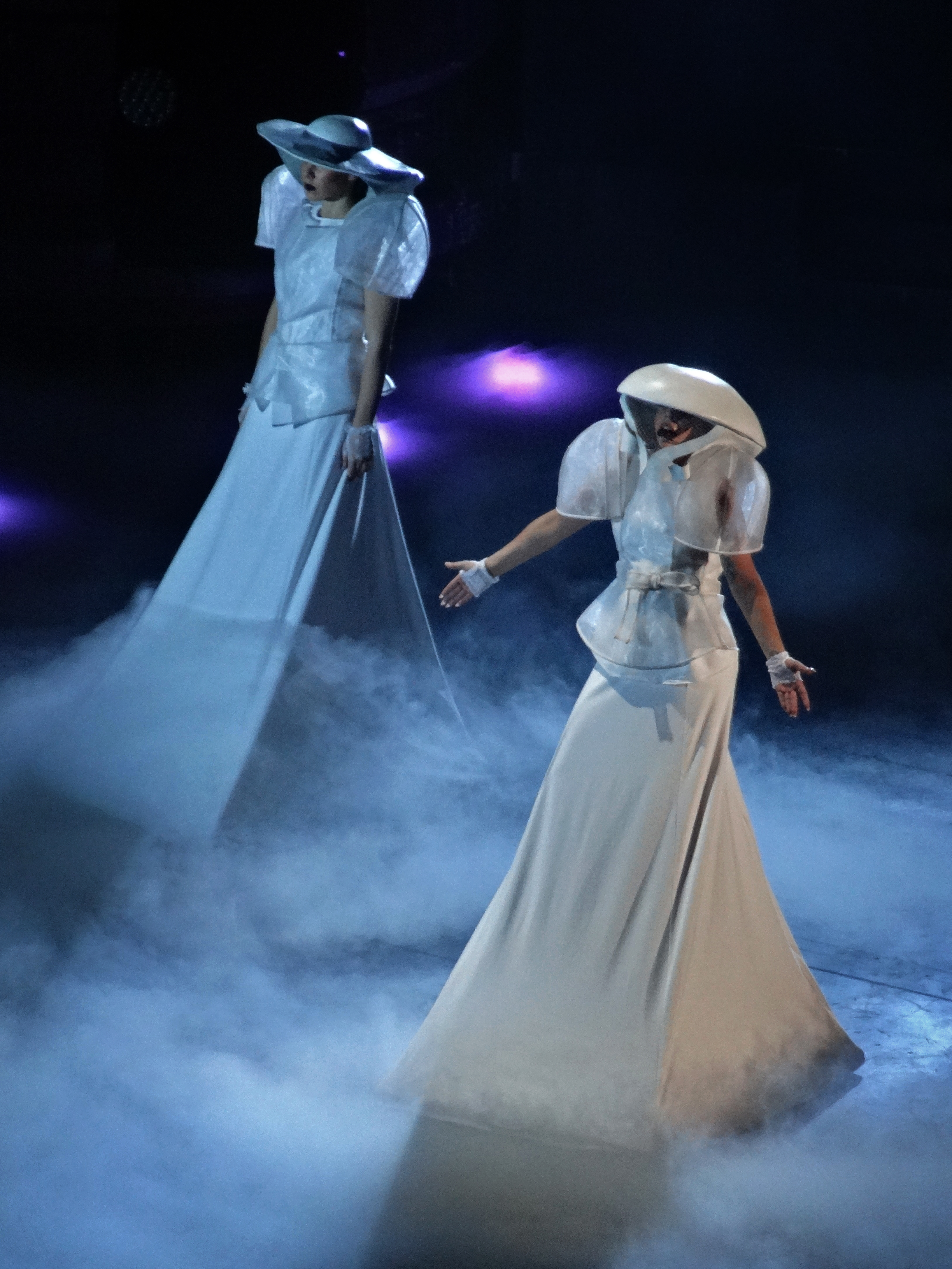
Gaga cantando «Bloody Mary» en su gira The Born This Way Ball. (2012-2013)

Lady Gaga interpretó «Bloody Mary» por primera vez en su tercera gira de conciertos, The Born This Way Ball (2012-2013). Acordé al estilo de la canción y su letra, para la presentación llevaba un vestido blanco con un casco, y aparecía junto a dos bailarinas que vestían el mismo atuendo.
Durante la presentación, Gaga y sus bailarinas se desplazaban alrededor de una pasarela circular en plataformas controladas a distancia, creando la ilusión de que flotaban sobre el escenario, con tres bailarines masculinos siguiéndolas desde atrás. Chase Wade de The Dallas Morning News declaró sobre la presentación que:

«"Bloody Mary" inquietó al público mientras ella entregaba una interpretación operística con un vestido blanco, deslizándose como una especie de novia autómata».

Años después, la artista volvió a interpretar la canción tras incluirla en el repertorio de su quinta gira de conciertos, el Joanne World Tour (2017-2018). Durante la presentación, la cantante utilizó un abrigo acolchado de color rojo de la diseñadora Norma Kamali, denominado Sleeping Bag, con una cola de 3 metros de largo y una máscara para los ojos. Sus bailarines la acompañaban en atuendos de colores similares. Lauren Alexis Fisher de Harper's Bazaar comentó que Gaga trajo de vuelta «los looks vanguardistas que siempre ha abrazado» con ese atuendo, después de una etapa más sencilla en su carrera durante el disco de Joanne (2016). Por otro lado, Alex Stedman de la revista Variety describió la inclusión de la canción en el repertorio como una «grata sorpresa», mientras que Mikael Wood de Los Angeles Times señaló que la interpretación de «Bloody Mary» tenía «la apariencia de una orgía satánica animada» y destacó que Gaga ofreció «las elaboradas piezas de escenografía que sus fans esperan».
Gaga presentó «Bloody Mary» durante el festival de Coachella el 11 de abril de 2025, donde sirvió como el tema de apertura. En la actuación, que estuvo tuvo una ambientación gótica con gárgolas y ángeles, usó un vestido rojo mientras cantaba en la cima de una torre.

## Posicionamiento en listas

### Semanales
| Alemania        | German Singles Chart     | 31 |
| Austria         | Ö3 Austria Top 40        | 32 |
| Canadá          | Canadian Hot 100         | 50 |
| Eslovaquia      | Singles Digitál Top 100  | 12 |
| España          | Top 50 Canciones         | 96 |
| Estados Unidos  | Billboard Hot 100        | 41 |
| Estados Unidos  | Digital Songs            | 14 |
| Estados Unidos  | Radio Songs              | 13 |
| Estados Unidos  | Pop Songs                | 10 |
| Estados Unidos  | Adult Pop Songs          | 3  |
| Estados Unidos  | Adult Contemporary       | 21 |
| Finlandia       | Finnish Singles Chart    | 23 |
| Francia         | French Singles Chart     | 43 |
| Grecia          | Digital Singles Chart    | 10 |
| Hungría         | Single (Track) Top 10    | 5  |
| Irlanda         | Irish Singles Chart      | 80 |
| Italia          | Top Singoli              | 20 |
| Mundo           | Billboard Global 200     | 31 |
| Letonia         | Latvijas Top 40          | 4  |
| Lituania        | AGATA Top 100            | 1  |
| Luxemburgo      | Luxembourg Songs         | 24 |
| Países Bajos    | Single Top 100           | 97 |
| Polonia         | Poland Songs             | 2  |
| Portugal        | Portuguese Singles Chart | 60 |
| Reino Unido     | UK Singles Chart         | 22 |
| República Checa | Singles Digitál Top 100  | 9  |
| Suecia          | Sverigetopplistan        | 30 |
| Suiza           | Swiss Singles Chart      | 29 |

### Certificaciones
| País        | Organismo certificador | Certificación | Ventas certificadas | Ref.   |
| ----------- | ---------------------- | ------------- | ------------------- | ------ |
| Australia   | ARIA                   | Platino       | 70 000              | [ 64 ] |
| Brasil      | ABPD                   | 3× Platino    | 180 000             | [ 65 ] |
| Canadá      | CRIA                   | Oro           | 40 000              | [ 34 ] |
| España      | PROMUSICAE             | Oro           | 30 000              | [ 66 ] |
| Grecia      | IFPI — Grecia          | Oro           | 10 000              | [ 67 ] |
| Italia      | FIMI                   | Platino       | 10 000              | [ 68 ] |
| Polonia     | ZPAV                   | Platino       | 50 000              | [ 69 ] |
| Reino Unido | BPI                    | Plata         | 200 000             | [ 36 ] |

## Historial de lanzamiento
| Región         | Fecha                   | Formato                                                 | Discográfica          | Ref.   |
| -------------- | ----------------------- | ------------------------------------------------------- | --------------------- | ------ |
| Francia        | 2 de diciembre de 2022  | Radio airplay                                           | Universal Music Group | [ 18 ] |
| Italia         | 23 de diciembre de 2022 | Radio airplay                                           | Universal Music Group | [ 19 ] |
| Estados Unidos | 17 de enero de 2023     | Contemporary hit radio                                  | Interscope Records    | [ 20 ] |
| Estados Unidos | 30 de enero de 2023     | Adult contemporary radio, Hot AC radio, Modern AC radio | Interscope Records    | [ 21 ] |
| Mundo          | 15 de marzo de 2023     | Disco de vinilo                                         | Universal Music Group | [ 70 ] |

## Créditos
- Voz: Lady Gaga
- Coproductores:Clinton Sparks, Fernando Garibay
- Teclados:Clinton Sparks, Fernando Garibay, Paul Blair (DJ White Shadow)
- Masterizador: Gene Grimaldi
- Asistente de mezclas: Paul Pavao
- Productor (es):Lady Gaga, Paul Blair
- Programador: Fernando Garibay, Kamau Georges, Paul Blair
- Asistente de grabación:Jordan Power
- Grabador y Mezclador:Dave Russell
- Composición:Fernando Garibay, Lady Gaga, Paul Blair

Fuente:Discogs.